# فولکه فرولین
فولکه فرولین (انگلیسی: Folke Frölén; ۲۵ فوریهٔ ۱۹۰۸ – ۶ نوامبر ۲۰۰۲) سوارکار اهل سوئد بود.
وی در مسابقات کشوری و بین‌المللی در مجموع برندهٔ ۱ مدال طلا شده‌است.